# Franco Corelli
Franco Corelli (Ancona, 8. travnja 1921. – Milano, 29. listopada 2003.), talijanski operni tenor dramskog faha. Posebno asociran s herojskim ulogama talijanskog repertoara, poznat je po svom karizmatskom izgledu te svojim uzbudljivim višim notama.
Originalno diplomirani inženjer brodogradnje, učio je glazbu u Konzervatoriju glazbe u Pesaru. Prvi je nastup imao na Festival dei Due Mondi (hrv. Festival dvaju svjetova) u Spoletu, u ulozi Don Joséa iz Bizetove opere Carmen.
Najviše je poznat po interpretacijama uloga Manrica iz Verdijevog Trubadura i Maria Cavaradossija iz Puccinijeve Toske kao i Calàfa iz Turandota. On i švedska sopranistica Birgit Nilsson u ulozi princeze Turandot činili su jedan od najznamenitijih opernih parova svih vremena.
Povukao se s operne scene 1976. godine, sa samo 55 godina. Nastavio je pjevati na koncertima do 1981. U narednom dijelu života držao je majstorske klase mladim pjevačima do svoje smrti 2003. godine u Milanu u svojoj 82. godini života.